# Andra Timotheosbrevet
Andra Timotheosbrevet är en skrift som ingår i Nya Testamentet. Det räknas som ett av Paulus brev även om dess äkthet ifrågasätts av vissa forskare och är ett av de så kallade pastoralbreven. Enligt brevet så är Lukas ensam kvar hos författaren och brevets adressat, Timotheos, ombeds ta med sig Markus och de böcker samt en mantel som författaren lämnat i Troas. Brevet är enligt kristen tradition det sista brevet från aposteln Paulus hand innan han led martyrdöden i Rom under kejsar Nero ca år 65.
- Wikisource har originalverk som rör Andra Timotheosbrevet.